# Exocarpsäure
Exocarpsäure ist eine ungesättigte, konjugierte Fettsäure, die eine Doppelbindung sowie zwei Dreifachbindungen aufweist. Sie ist isomer zur Isansäure und zählt zu den Alkin- sowie Alkensäuren sowie den Diinen und Eninen.

## Vorkommen

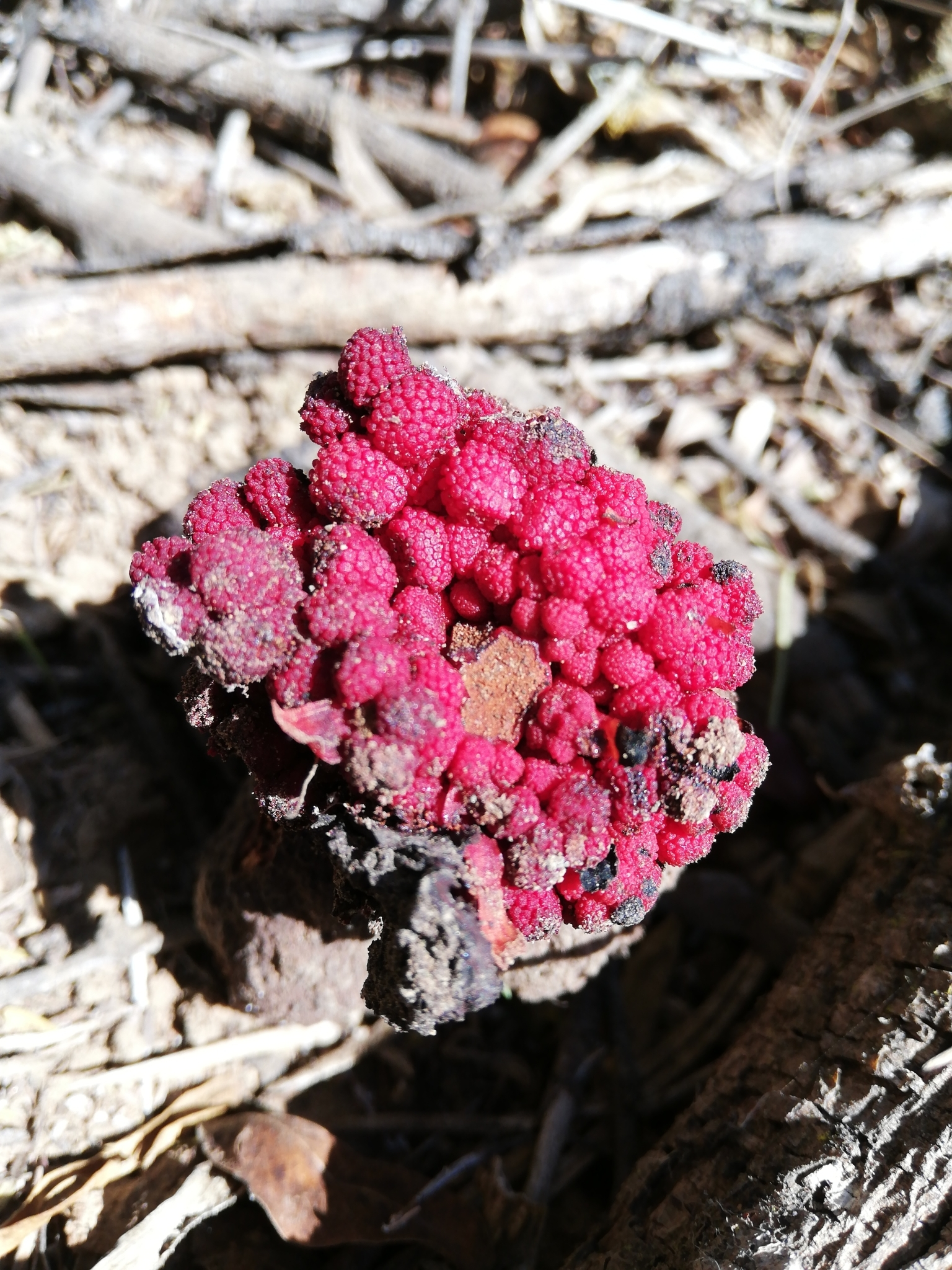
Sarcophyte sanguinea enthält freie Exocarpsäure

Die Exocarpsäure kommt in verschiedenen Pflanzenarten der Ordnung Santalales vor.
In der Familie Olacaceae kommt sie unter anderem in den Samenölen von Curupira tefeensis und Olax dissitiflora vor. In der Familie Santalaceae kommt sie in mehreren Arten der Gattung Thesium vor, wie im Bergflachs und in Thesium chinense, wie auch in mehreren Arten der Gattung Buckleya, wie in Buckleya lanceolata oder in Exocarpos sparteus. Sie kommt auch in kleinen Mengen im Isanoöl aus Ongokea gore vor.
Die parasitische Pflanze Sarcophyte sanguinea aus der Familie Balanophoraceae enthält freie (das heißt nicht in Form von Glyceriden vorliegende) Exocarpsäure.

## Eigenschaften
Exocarpsäure wirkt antibakteriell gegen Mycobakterium tuberculosis durch Hemmung der Biosynthese von Mycolsäuren. Sie wirkt auch antibakteriell gegen mehrere Bakterien, die orale Infektionen verursachen.